# Leda col cigno
Leda col cigno è un dipinto perduto su tavola di Leonardo da Vinci, databile al 1505-1510 circa. Del dipinto sopravvive, oggi, solo un certo numero di studi (tra cui la Testa di Leda nel Castello Sforzesco di Milano), oltre ad alcune copie e varianti di allievi e imitatori (De Rinaldis ne elencò nove): le migliori alla Wilton House di Salisbury, alla Galleria Borghese di Roma e agli Uffizi di Firenze.

## Storia
Leonardo dovette lavorare a una Leda, un raro caso di soggetto mitologico nella sua produzione, nella fase tarda della sua attività, forse già durante il suo secondo soggiorno fiorentino, per poi trasferire l'opera con sé a Milano e da qui in Francia. Uno studio di Raffaello (Windsor 1500) su un disegno preparatorio di Leonardo, fa pensare che già verso il 1505 l'opera fosse stata inventata, dal momento che l'artista urbinate poteva averlo visto solo a Firenze.
La prima menzione antica risale all'Anonimo Gaddiano (1540 circa).
La Leda doveva essere terminata durante il soggiorno milanese, come sembrerebbe confermare la presenza del cartone definitivo in casa Casnedi a Milano ancora ai primi del XVIII secolo (poi perduto) e la constatazione che la maggior parte delle copie esistenti è di ambito lombardo.
Nel 1590 l'originale leonardesco venne ricordato in Francia da Lomazzo, nelle raccolte reali, assieme alla Monna Lisa; nel 1625 Cassiano dal Pozzo la descrisse a Fontainebleau come in cattive condizioni conservative: «Una Leda in piedi, quasi tutta nuda, col cigno e due uova a' piè della figura dalle guscia delle quali si vede esser usciti quattro bambini. Questo pezzo è finitissimo, ma alquanto secco, in ispecie il petto della donna, del resto il paese [il "paesaggio"] e la verdura [la "vegetazione"] è condotta con grandissima diligenza; ed è molto per la mala via, perché com'è fatto di tre tavole per lo lungo, quelle scostate via han fatto staccare assai del colorito».
Alla fine del XVII secolo se ne persero definitivamente le tracce.

## Descrizione
È certo che il dipinto venne visto da molti e aveva suscitato l'ammirazione generale, come testimoniano le copie: oggi se ne conoscono almeno nove.
Leonardo dovette arrivare alla posizione in piedi della figura dopo numerosi studi, tra cui alcuni che vedono Leda accovacciata o inginocchiata. A giudicare dai disegni, grande cura venne riposta nella scelta dell'acconciatura dei capelli e anche nella definizione dei fiori destinati al prato.
La figura di Leda si legava al principio neoplatonico del binomio discordia-concordia e sul concetto pitagorico dell'armonia degli opposti: il cigno, principio fecondante, sotto le quali spoglie si cela Zeus, dà origine a una miracolosa covata, da cui nacquero quattro gemelli, due maschi e due femmine: rispettivamente i Dioscuri Castore e Polluce (simboli di concordia), Elena e Clitennestra (simboli di discordia).

## Principali studi e copie
- Testa di Leda, disegno, Castello Sforzesco, Milano
- Leda inginocchiata e il cigno, disegno, collezioni del duca di Devonshire, Chatsworth
- Leda accovacciata e il cigno, disegno, Museum Boijmans Van Beuningen, Rotterdam
- Cesare da Sesto, Leda col cigno, dipinto, Wilton House, Salisbury
- Cesare da Sesto?, Leda col cigno, Galleria Borghese, Roma
- Pittore leonardesco (Francesco Melzi?), Leda col cigno, Galleria degli Uffizi, Firenze
- Raffaello, copia su carta, Collezioni reali di Windsor
- La Scapigliata, Galleria Nazionale di Parma. Si è anche ipotizzato che l'opera possa essere uno studio per la Leda col cigno ora perduta
- Giampietrino, Leda inginocchiata con i figli, Gemäldegalerie Alte Meister, Kassel[2]

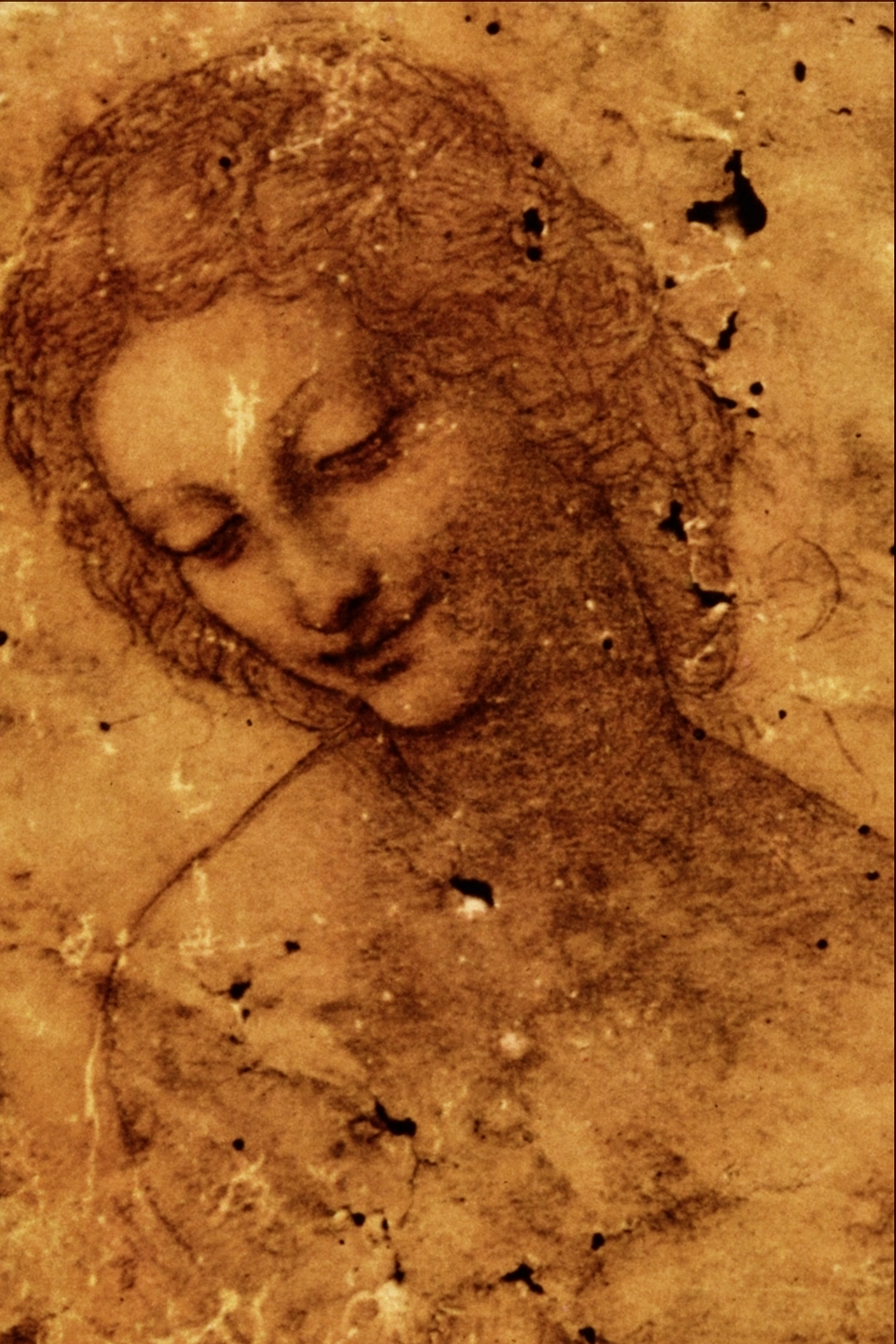
Testa di Leda
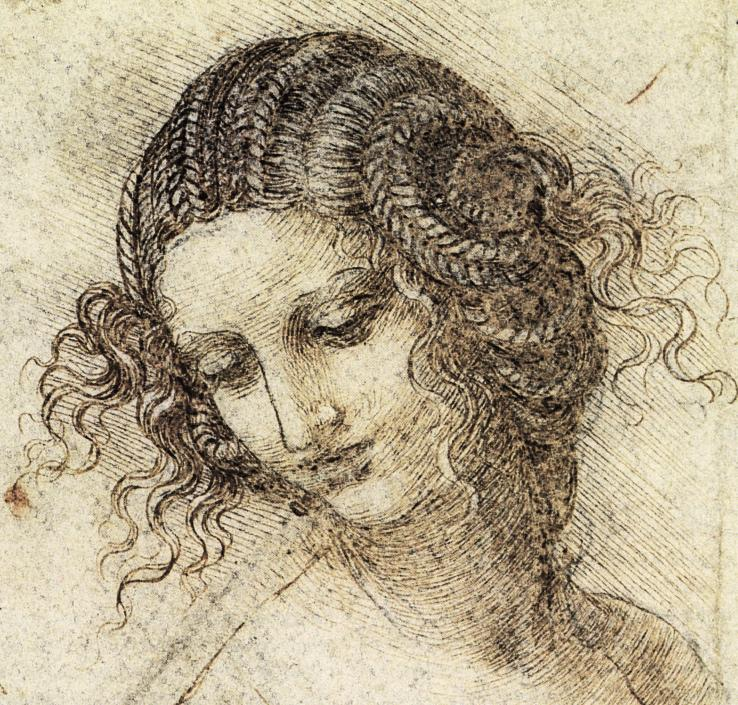
Studio per la testa di Leda
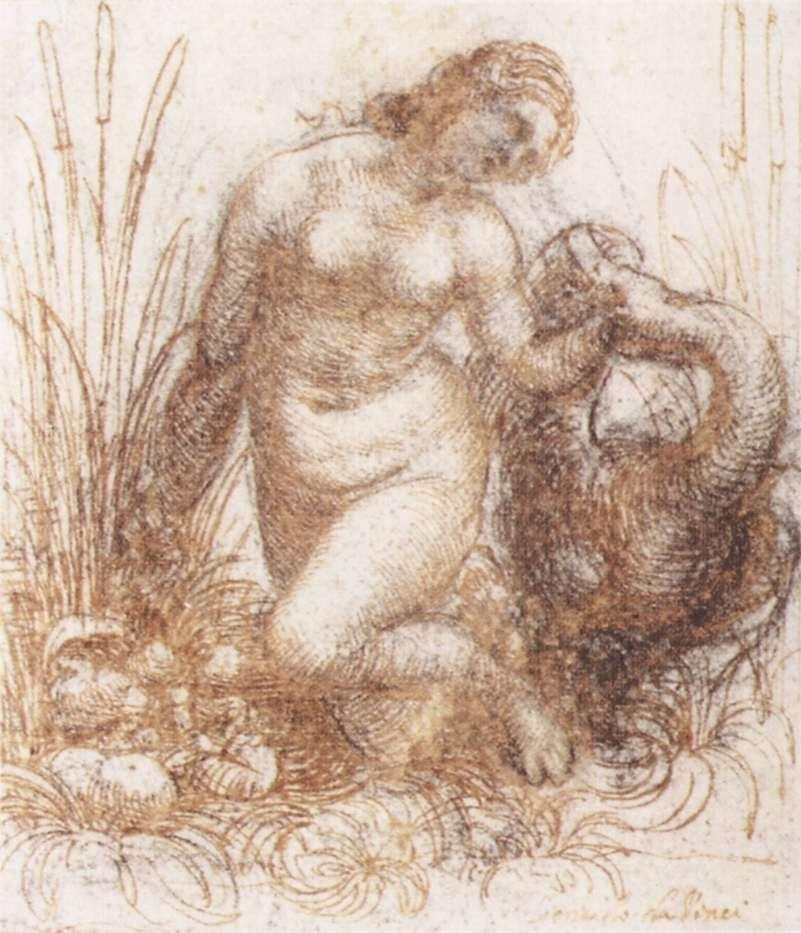
Leda accovacciata e il cigno
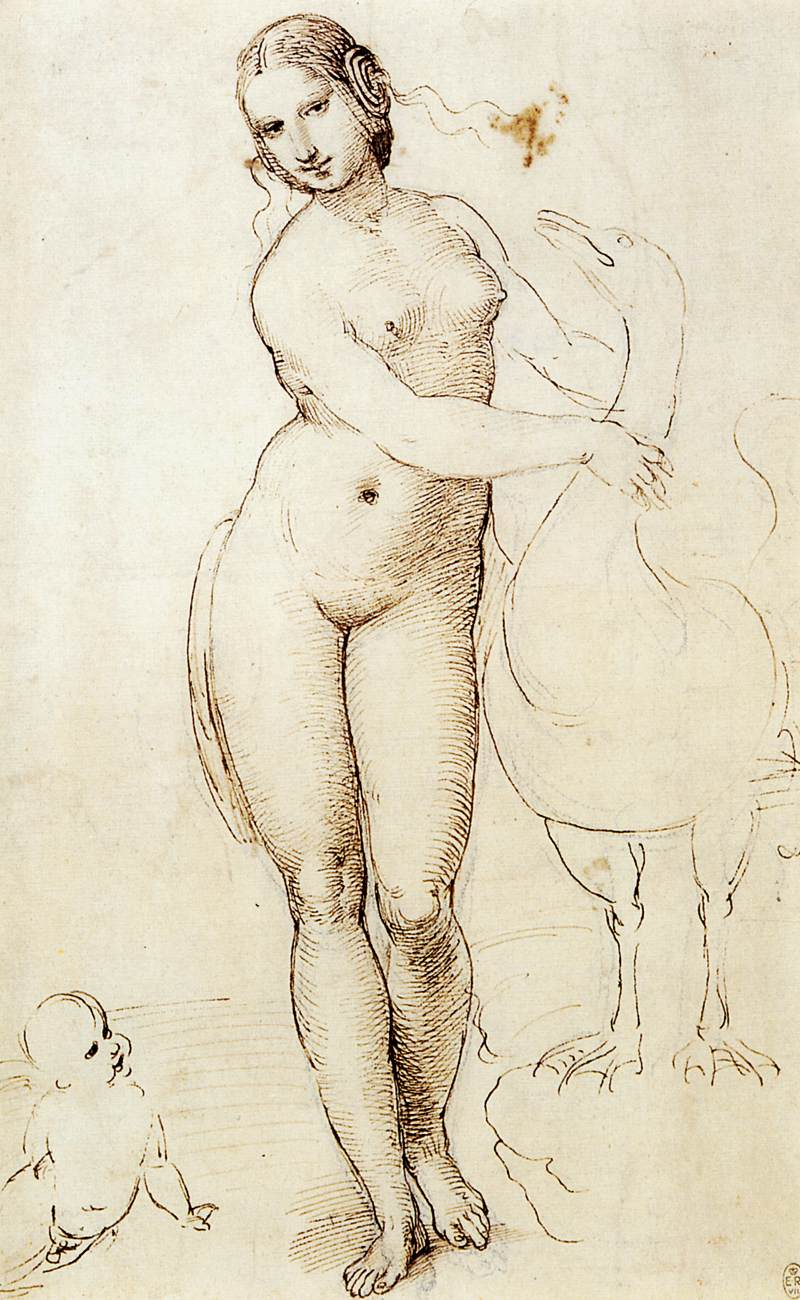
Raffaello, copia
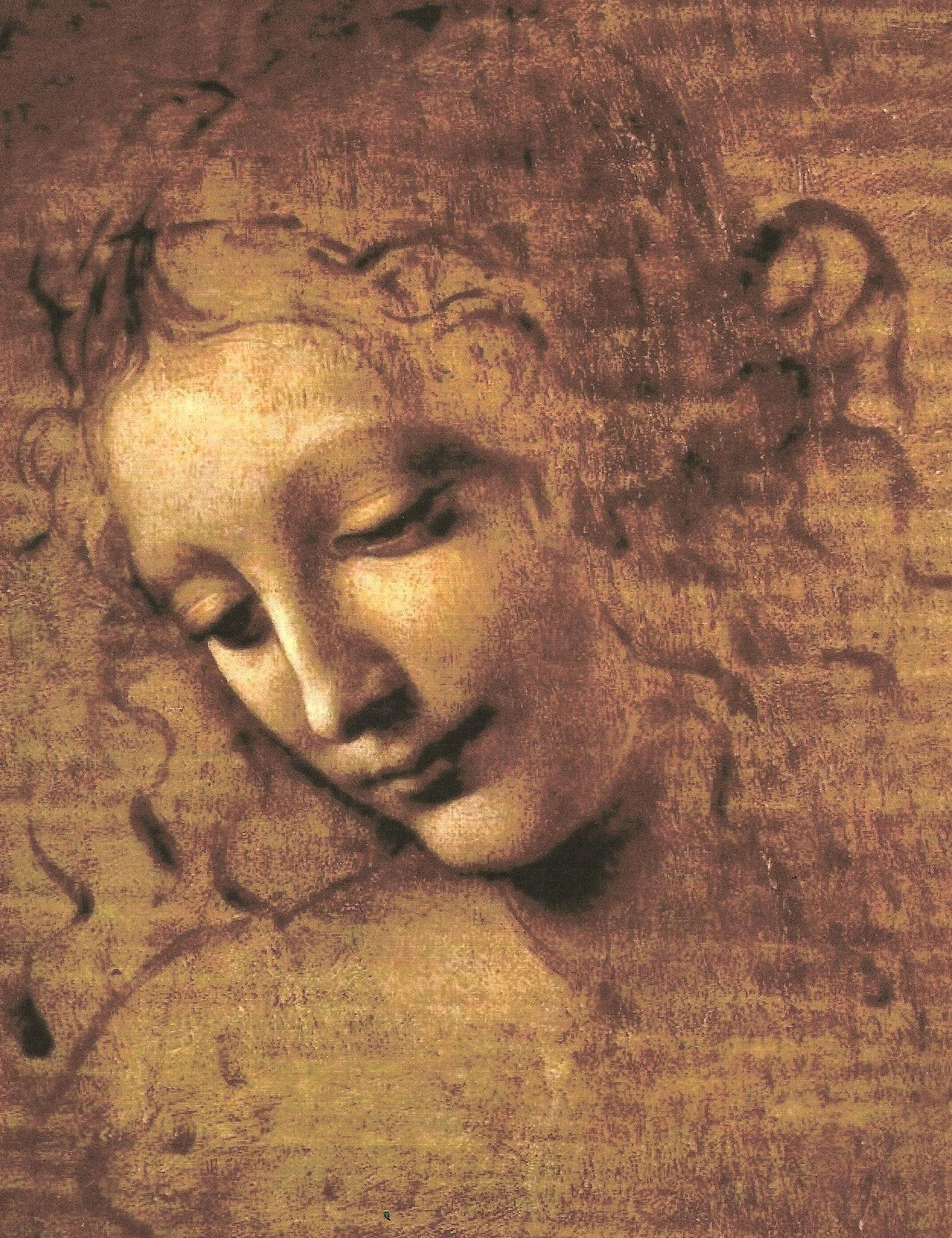
La Scapigliata

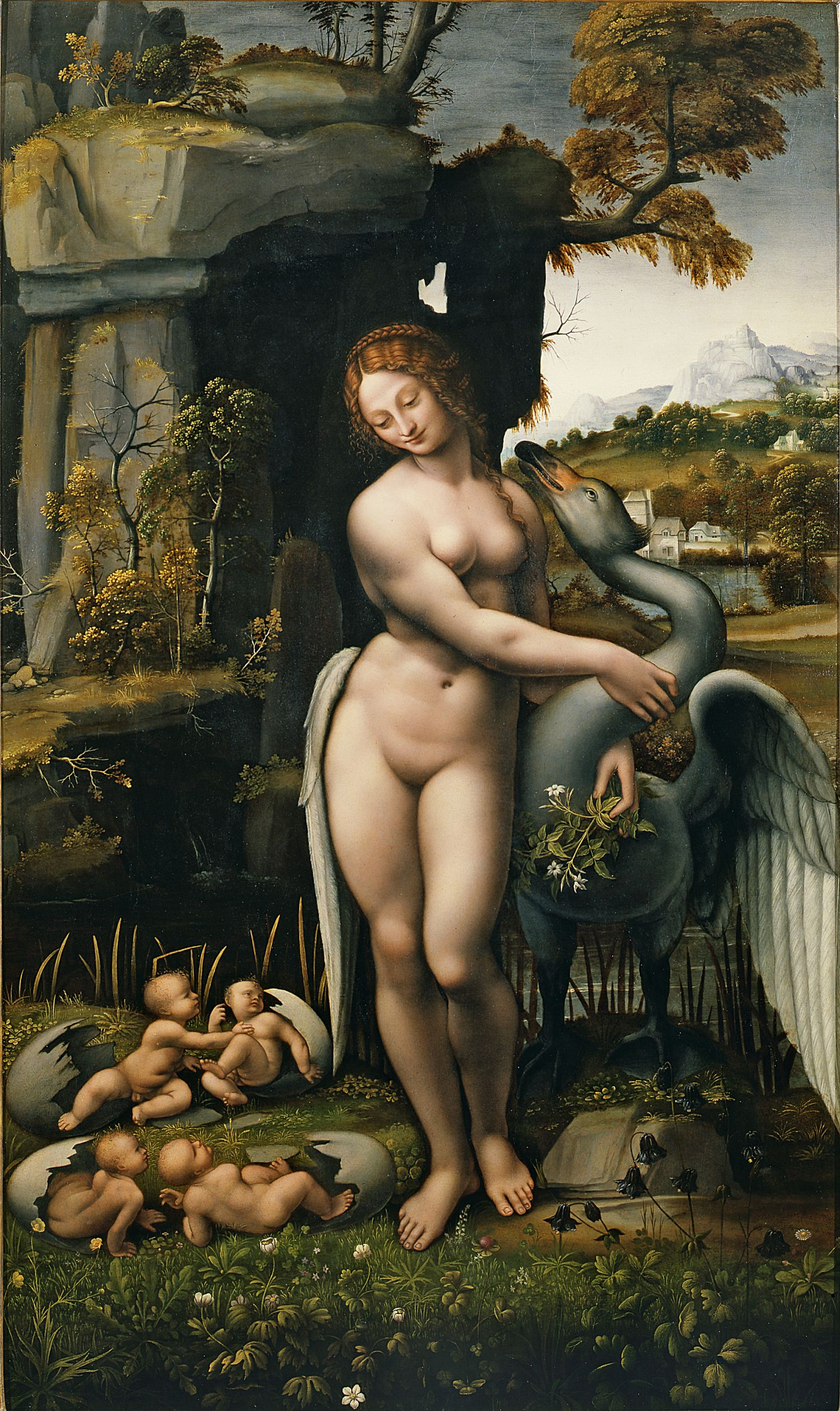
Leda degli Uffizi
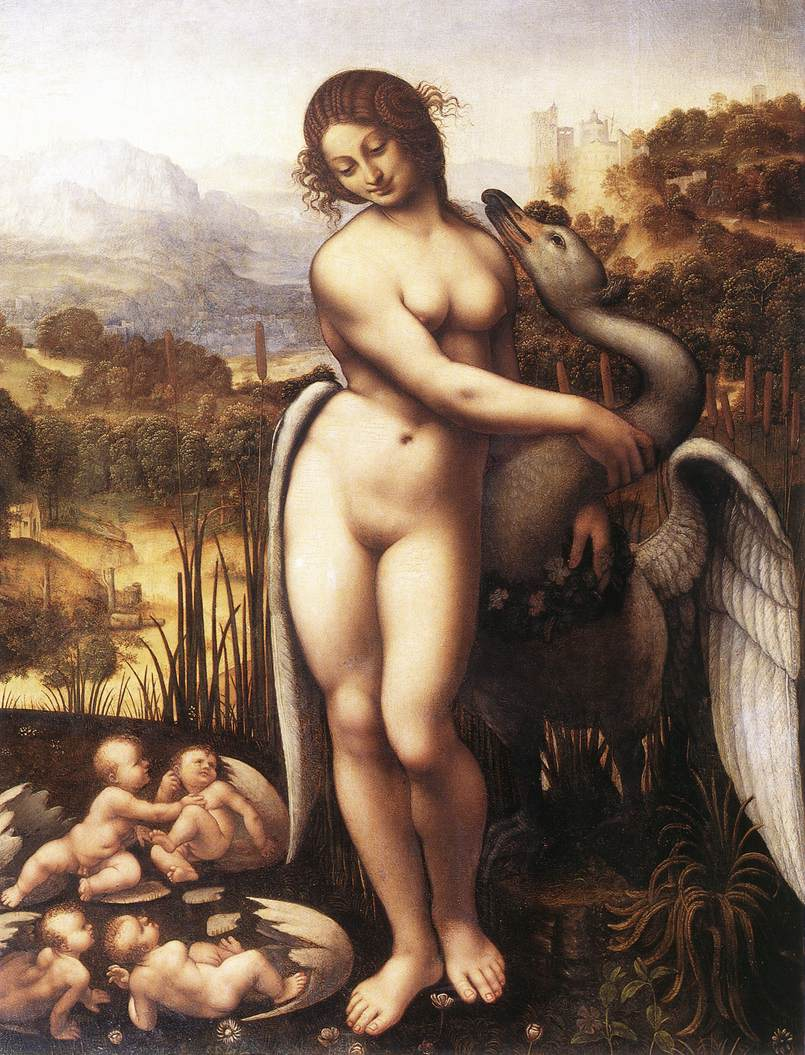
Leda di Salisbury
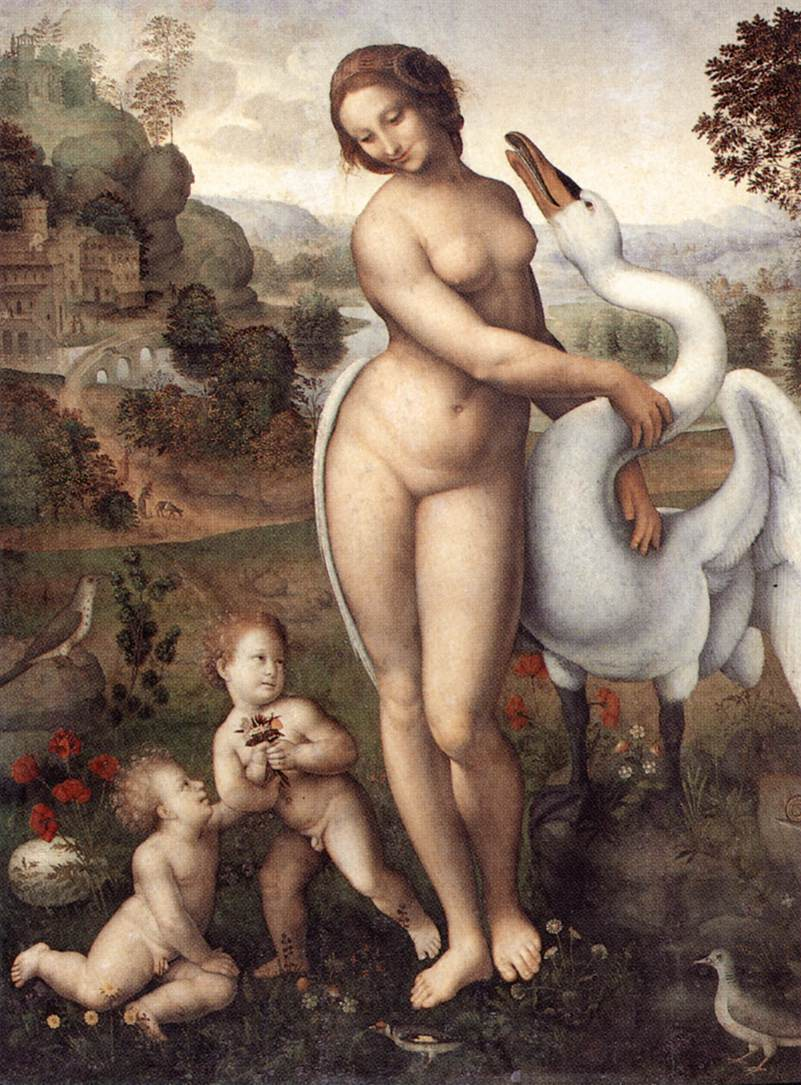
Leda della Galleria Borghese
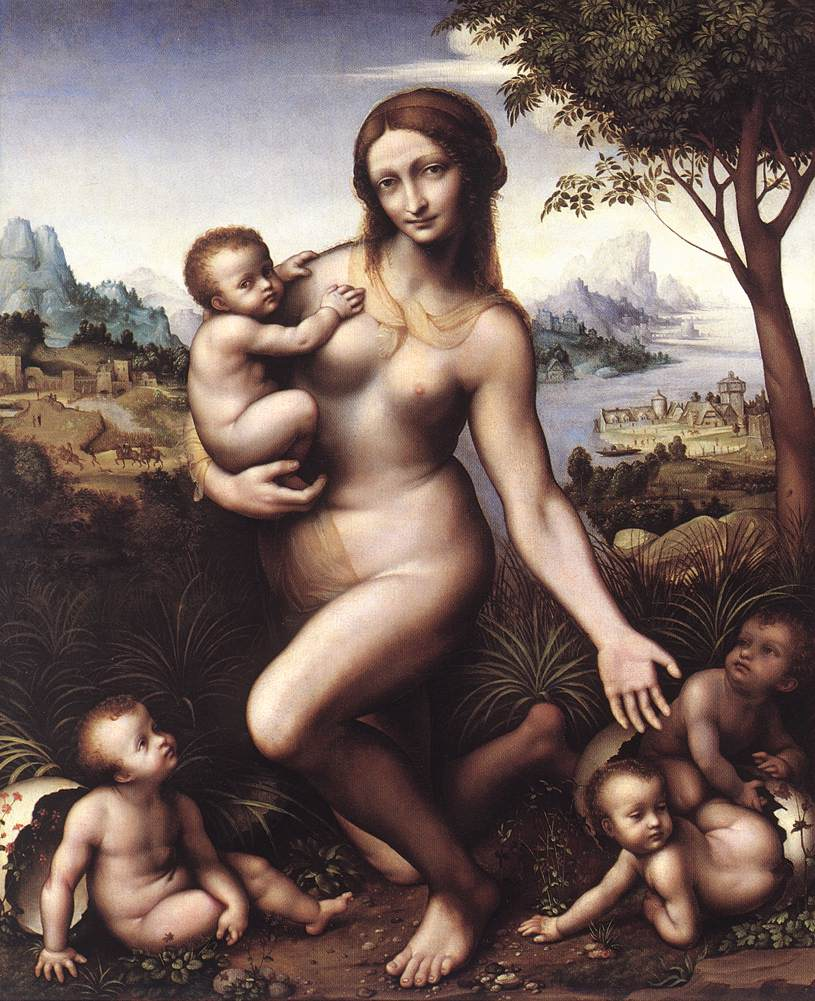
Leda inginocchiata con i figli di Kassel